# Berlinale 2003
La Berlinale 2003, 53e édition du festival international du film de Berlin (53. Internationalen Filmfestspiele Berlin), s'est tenue du 6 au 16 février 2003. Le festival a été ouvert par le film Chicago de Rob Marshall.

## Jury
- Atom Egoyan  Canada, président du jury
- Martina Gedeck  Allemagne
- Anna Galiena  Italie
- Kathryn Bigelow  États-Unis
- Abderrahmane Sissako  Mauritanie
- Humbert Balsan  France
- Geoffrey Gilmore  États-Unis
- Andreas Dresen  Allemagne
- Phyllis Mollet  France
- Thom Palmen  Suède

## Sélections

### Compétition
La sélection officielle en compétition se compose de 22 films.
| Titre du film (titre original)                                      | Réalisation           | Pays        | Acteurs et actrices / Notes |
| ------------------------------------------------------------------- | --------------------- | ----------- | --- |
| La 25e Heure (25th Hour)                                            | Spike Lee             | États-Unis  | Edward Norton, Philip Seymour Hoffman, Barry Pepper, Rosario Dawson, Brian Cox, Anna Paquin                                               |
| Adaptation                                                          | Spike Jonze           | États-Unis  | Nicolas Cage, Meryl Streep, Chris Cooper, Cara Seymour, Brian Cox                                                                         |
| Alexandra's Project                                                 | Rolf de Heer          | Australie   | Gary Sweet, Helen Buday |
| Au loin, les lumières (Lichter)                                     | Hans-Christian Schmid | Allemagne   | Andrzej Górak, Anna Yanovskaya, Sergey Frolov                                                                                             |
| Blind Shaft (Mang jing)                                             | Li Yang               | Chine       | Li Yixiang, Wang Baoqiang, Wang Shuangbao                                                                                                 |
| Confessions d'un homme dangereux (Confessions of a Dangerous Mind)  | George Clooney        | États-Unis  | Sam Rockwell, George Clooney, Julia Roberts, Drew Barrymore                                                                               |
| Bonjour l'angoisse (Der alte Affe Angst)                            | Oskar Roehler         | Allemagne   | André Hennicke, Marie Bäumer, Vadim Glowna                                                                                                |
| L'Été où j'ai grandi (Io non ho paura)                              | Gabriele Salvatores   | Italie      | Giuseppe Cristiano, Mattia di Pierro, Diego Abatantuono                                                                                   |
| La Fleur du mal                                                     | Claude Chabrol        | France      | Nathalie Baye, Benoît Magimel, Suzanne Flon, Bernard Le Coq, Mélanie Doutey, Thomas Chabrol                                               |
| Good Bye, Lenin!                                                    | Wolfgang Becker       | Allemagne   | Daniel Brühl, Katrin Sass, Alexander Beyer, Chulpan Khamatova, Florian Lukas                                                              |
| Hero (Ying xiong)                                                   | Zhang Yimou           | Chine       | Jet Li, Tony Leung Chiu-wai, Maggie Cheung, Zhang Ziyi, Donnie Yen, Chen Daoming                                                          |
| The Hours                                                           | Stephen Daldry        | États-Unis  | Meryl Streep, Julianne Moore, Nicole Kidman, John C. Reilly, Ed Harris, Stephen Dillane, Allison Janney, Claire Danes, Miranda Richardson |
| In This World                                                       | Michael Winterbottom  | Royaume-Uni | Jamal Udin Torabi, Enayatullah |
| Ma vie sans moi (My Life Without Me)                                | Isabel Coixet         | Espagne     | Sarah Polley, Amanda Plummer, Scott Speedman, Mark Ruffalo                                                                                |
| Madame Brouette                                                     | Moussa Sène Absa      | Sénégal     | Aboubacar Sadikh Bâ, Ousseynou Diop, Rokhaya Niang                                                                                        |
| Petites Coupures                                                    | Pascal Bonitzer       | France      | Daniel Auteuil, Emmanuelle Devos, Ludivine Sagnier, Kristin Scott Thomas                                                                  |
| Le Samouraï du crépuscule (Tasogare seibei)                         | Yōji Yamada           | Japon       | Hiroyuki Sanada, Rie Miyazawa |
| Solaris                                                             | Steven Soderbergh     | États-Unis  | George Clooney, Natascha McElhone, Jeremy Davies, Viola Davis                                                                             |
| Rezervni deli                                                       | Damjan Kozole         | Slovénie    | Peter Musevski, Aljosa Kovacic, Primoz Petkovsek                                                                                          |
| Son frère                                                           | Patrice Chéreau       | France      | Bruno Todeschini, Éric Caravaca, Nathalie Boutefeu, Maurice Garrel                                                                        |
| La Vie de David Gale (The Life of David Gale)                       | Alan Parker           | États-Unis  | Kevin Spacey, Kate Winslet, Laura Linney, Gabriel Mann, Rhona Mitra, Matt Craven                                                          |
| Comme ça vous chante, madame la gouvernante (Ja zuster, nee zuster) | Pieter Kramer         | Pays-Bas    | Loes Luca, Tjitske Reidinga, Waldemar Torenstra                                                                                           |

### Hors compétition
3 films sont présentés hors compétition.
- Chicago de Rob Marshall
- Gangs of New York de Martin Scorsese
- Zhou Yu de huo che de Sun Zhou

### Panorama
Les films suivants ont été présentés dans la section Panorama

#### Longs métrages
- À la recherche du koïlos perdu (Girl King) d'Ileana Pietrobruno
- A Mulher Polícia de Joaquim Sapinho
- L'Amant bulgare (Los novios búlgaros) d'Eloy de la Iglesia
- Bokunchi de Junji Sakamoto
- Broken Wings (Knafayim Shvurot) de Nir Bergman
- Bruno S. - Die Fremde ist der Tod de Miron Zownir
- Le Chant du millénaire de Mohamed Zran
- Les Chevalières (Die Ritterinnen) de Barbara Teufel
- Chroniques indiennes (Mondo Meyer Upakhyan) de Buddhadev Dasgupta
- Comandante d'Oliver Stone
- Devot d'Igor Zaritzky
- The Event de Thom Fitzgerald
- Fight Back, Fight AIDS: 15 Years of ACT UP de James Wentzy
- Flower and Garnet de Keith Behrman
- Fureur de Karim Dridi
- The Gift de Louise Hogarth
- Going Down d'Alfonso Pineda Ulloa
- Herr Wichmann von der CDU d'Andreas Dresen
- Ich bin, Gott sei Dank, beim Film! de Lothar Lambert
- Jagoda u supermarketu de Dušan Milić
- Jiu yue de Cui Zi'en et Wei Jian-gang
- Jonny Vang de Jens Lien
- Kamchatka de Marcelo Piñeyro
- Last Scene de Hideo Nakata
- Ledina de Ljubiša Samardžić
- La Librairie (El kotbia) de Nawfel Saheb-Ettaba
- Local Angel d'Udi Aloni
- Mil nubes de paz cercan el cielo, amor, jamás acabarás de ser amor de Julián Hernández
- Mister Cash (Owning Mahowny) de Richard Kwietniowski
- Monsieur N. d'Antoine de Caunes
- Mutti - Der Film de Jörn Hartmann, Klaus Purkart, Biggy van Blond et Ades Zabel
- O Homem do Ano de José Henrique Fonseca
- L'Ombre de l'enfant (Wolfsburg) de Christian Petzold
- Ottavio Mario Mai d'Alessandro Golinelli et Giovanni Minerba
- Party Monster de Fenton Bailey et Randy Barbato
- Pater familias de Francesco Patierno
- Poco più di un anno fa de Marco Filiberti
- Poligono Sur, Séville côté sud de Dominique Abel
- Pure de Gillies MacKinnon
- Resurrection of the Little Match Girl (Sungnyangpali sonyeoui jaerim) de Jang Sun-woo
- Seuls parmi les hétéros (Ich kenn keinen - Allein unter Heteros) de Jochen Hick
- Traces of the Dragon: Jackie Chan and His Lost Family (Long de shen chu: Shi luo de pin tu) de Mabel Cheung
- Une grande fille comme toi de Christophe Blanc et Mercedes Cecchetto
- Vagabond de György Szomjas et Zoltán Zsuráfszki
- Yossi et Jagger (Yossi Ve Jager) d'Eytan Fox

#### Courts métrages
- Aquí iba el himno de Sergio Umansky
- Caravan de Dag Mørk
- Chez nous (Hui jia) de Peter Chan (segment du film Trois Histoires de l'au-delà)
- Children's Palace de Simojukka Ruippo et Jouni Hokkanen
- La Clôture (Haçla) de Tariq Teguia
- D.E.B.S. d'Angela Robinson
- Dess or Alaif d'Otu Tetteh
- Flood de Clio Barnard
- Fremragende timer de Jan Dalchow et Lars Daniel Krutzkoff Jacobsen
- The Great Yiddish Love de Diane Nerwen
- Innocent Criminals d'Udi Aloni
- Just Call Me Kade de Sam Zolten
- Karlchens Parade de Michael Ester
- Lapin intégral de Cécilia Rouaud
- Manipulator de Wrik Mead
- Misdemeanor de Jonathan LeMond
- Moglem byc czlowiekiem de Barbara Medajska
- Target Audience de David Kittredge
- Thespian X de Gerald McMorrow
- Tystnadens röst de Gunnar Bergdahl
- Un jour, la nuit de Lysanne Thibodeau
- Underdog d'Eran Merav
- Warum Läuft Herr V. Amok? de Dietrich Brüggemann
- Wildfire d'Amy Greenfield

#### Séance spéciale
- Fin d'automne (Akibiyori) de Yasujirō Ozu

## Palmarès
- Ours d'or : In This World de Michael Winterbottom
- Grand prix du jury de la Berlinale : Adaptation de Spike Jonze
- Ours d'argent du meilleur acteur : Sam Rockwell pour Confessions d'un homme dangereux (Confessions of a Dangerous Mind)
- Ours d'argent de la meilleure actrice : Meryl Streep, Nicole Kidman et Julianne Moore pour The Hours
- Ours d'argent du meilleur réalisateur : Patrice Chéreau pour Son frère
- Ours d'argent pour une contribution artistique remarquable : Li Yang pour Blind Shaft
- Ours d'argent de la meilleure musique de film : Majoly, Serge Fiori, Madou Diabaté pour Madame Brouette

- Ours d'or d'honneur : Anouk Aimée
- Caméra de la Berlinale : Artur Brauner, Peer Raben et Erika Richter